# 리시스카야역
리시스카야역(러시아어: Рижская)은 모스크바 지하철 칼루시스코 리시스카야 선의 역이다. 역명은 인근에 리시스키 철도 터미널(라트비아의 수도 리가로 향하는 기점)에서 유래한 역명으로, 라트비아의 건축가 A와 라인펠트와 V. 압시티스에 의해 설계되었다. 역 곳곳에 사용된 밝은 색상의 라트비아 도자기들은 이 역을 상징하는 장식물이다. 역관의 곡선을 따라가는 필롱은 적갈색의 기와를 마주하고 노란색 기와를 마주한 교각 사이에 낀 금빛의 코니스로 장식되어 있다. 호리병 위의 환풍구는 라트비아 SSR의 문장으로 장식되어 있다.

## 역사
리시스카야 역은 1958년 5월 1일에 개장하였다.

## 사고
2004년 8월 31일, 리시스카야 역에서 오후 8시 직후에 발생한 체첸 분리주의자들의 테러로 10명이 사망하고 50여명이 부상한 사건이 있었다.

## 같이 보기
- (러시아어) mosmetro.ru
- (러시아어) metro.ru
- (러시아어) news.metro.ru